# Estadio Soinca Bata
El Estadio Soinca Bata es un recinto deportivo ubicado en la ciudad de Melipilla, Región Metropolitana de Santiago, Chile. Con una capacidad de 1137 espectadores, fue el estadio de Soinca Bata, y desde 2023 acoge los encuentros de local de Deportes Melipilla
El estadio pertenecía al Club Deportivo Soinca Bata, equipo representativo de la Sociedad Industrial de Calzado, que fabricaba los calzados Bata. El club llegó al profesionalismo en 1975, y en 1991 se retiró del fútbol profesional debido al retiro del apoyo de la empresa Bata. El club cedió los derechos federativos al recién creado Deportes Melipilla, que jugó como local en el estadio hasta el 20 de agosto de 1992, cuando se trasladó al Estadio Municipal Roberto Bravo Santibáñez.
En el año 2019 comenzaron las obras de remodelación del Municipal Roberto Bravo Santibáñez, pero una serie de irregularidades llevaron a una demora en la entrega de la reconstrucción, por lo que Deportes Melipilla debió trasladarse desde 2023 al Estadio Soinca Bata en sus encuentros como local.